# Amadou Moutari
Tidjani Amadou Moutari Kalala (* 19. Januar 1994 in Arlit) ist ein nigrischer Fußballnationalspieler.

## Werdegang

### Als Vereinsspieler
Der Mittelfeldspieler Moutari begann seine Profikarriere beim nigrischen Verein FC Akokana, wo er von 2011 bis 2012 unter Vertrag stand. In 10 Spielen schoss er insgesamt drei Tore, bevor er zur zweiten Mannschaft von Le Mans FC wechselte. Nach zwei Jahren dort und nur fünf Einsätzen wechselte er 2014 für kurze Zeit zu Metalurh Donezk, bevor er zur Saison 2014/15 zu Anschi Machatschkala wechselte und dort einen Vier-Jahres-Vertrag unterschrieb.

### Nationalmannschaft
2012 gab Moutari sein Debüt für die Nigrische Fußballnationalmannschaft. Während seines ersten und einzigen Einsatzes bei der Fußball-Afrikameisterschaft 2012 gegen Gabun zog er sich einen Beinbruch zu und musste pausieren. Zum erneuten Einsatz kam er bei der Qualifikation für die Fußball-Weltmeisterschaft 2014 in Brasilien.